# 平島義武
平島 義武（ひらしま よしたけ）は、江戸時代中期の阿波徳島藩の人物。第7代平島公方。母および妻は『系図纂要』には記載なし。享年84。